# Xanca menuda de Sucre
La xanca menuda de Sucre (Grallaricula cumanensis) és una espècie d'ocell de la família dels gral·làrids (Grallariidae).

## Hàbitat i distribució
Habita el sotabosc de la selva pluvial, localment a muntanyes del sud-est de Veneçuela.